# Descurainia
Descurainia là chi thực vật có hoa trong họ Cải.